# Devotion (film, 2022)
Pour les articles homonymes, voir Devotion.
Pour plus de détails, voir Fiche technique et Distribution.
Devotion est un film américain réalisé par J. D. Dillard (en) et sorti en 2022. Adapté du livre Devotion: An Epic Story of Heroism, Friendship, and Sacrifice d'Adam Makos, le film revient sur les exploits de Jesse L. Brown (premier aviateur naval afro-américain de la marine des États-Unis) et de Tom Hudner durant la guerre de Corée.
Il est présenté au festival international du film de Toronto 2022 avant sa sortie en salles.

## Synopsis

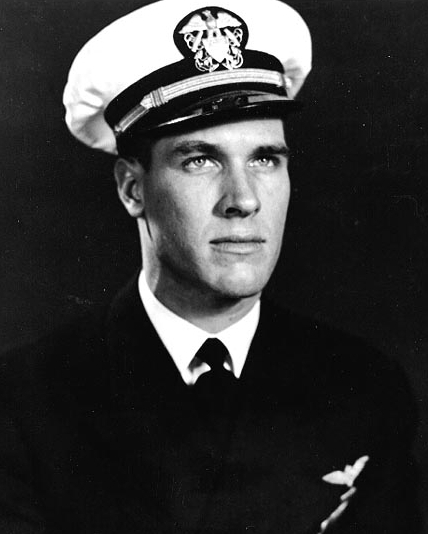
Tom Hudner, ici en 1950

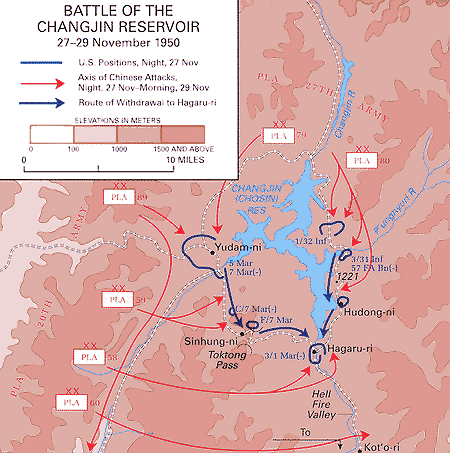
Carte de la bataille du réservoir de Chosin

Fin 1950, en pleine Guerre de Corée, Jesse L. Brown — premier aviateur naval afro-américain de la marine des États-Unis — et Tom Hudner participent à la bataille du réservoir de Chosin. Ils volent sur Chance Vought F4U Corsair.

## Fiche technique
Sauf indication contraire, les informations mentionnées dans cette section peuvent être confirmées par la base de données cinématographiques IMDb,  présente dans la section « Liens externes ».
- Titre original et français : Devotion
- Titre québécois : Dévotion
- Réalisation : J. D. Dillard (en)
- Scénario : Jake Crane et Jonathan A. Stewart, d'après le livre Devotion: An Epic Story of Heroism, Friendship, and Sacrifice d'Adam Makos
- Musique : Chanda Dancy
- Décors : Wynn Thomas
- Costumes : Deirdra Elizabeth Govan
- Photographie : Erik Messerschmidt
- Montage : Billy Fox
- Production : Thad Luckinbill, Trent Luckinbill, Molly Smith, Rachel Smith

Coproductrice : Jennifer Semler
Productrice associée : Libby Petcoff
- Sociétés de production : Black Label Media
- Sociétés de distribution : Sony Pictures Entertainment (États-Unis), The Searchers (Belgique)
- Budget : 90 millions de dollars[1]
- Pays de production :  États-Unis
- Langue originale : anglais
- Format : couleur
- Genre : guerre, drame biographique
- Durée : 138 minutes
- Dates de sortie[2] :
  - Canada : 12 septembre 2022 (festival de Toronto)
  - États-Unis : 23 novembre 2022
  - France : 20 janvier 2023 sur Netflix
- Classification :
  - États-Unis : PG-13 (les enfants de moins de 13 ans doivent être accompagnées d'un adulte)
  - France : Tout publics

## Distribution
- Jonathan Majors : Jesse L. Brown
- Glen Powell : Lieutenant Tom Hudner
- Christina Jackson : Daisy Brown
- Joe Jonas : Marty Goode
- Thomas Sadoski : Dick Cevoli
- Serinda Swan : Elizabeth Taylor ( Voix française VFQ: Angie Russo )
- Daren Kagasoff

## Production
En mars 2018, Black Label Media (en) acquiert les droits de Devotion, alors que Glen Powell est annoncé dans le rôle de Tom Hudner. En décembre 2019, Jonathan Majors obtient le rôle de Jesse Brown alors que J. D. Dillard est engagé comme réalisateur. En septembre 2020, il est révélé que Sony Pictures distribuera le film sur le sol américain, alors que STX Entertainment se chargera de la distribution à l'international. En février 2021, Serinda Swan est annoncée pour incarner Elizabeth Taylor.
Le tournage débute le 4 février 2021 à Savannah en Géorgie. Il se déroule également à Charleston en Caroline du Sud et à Wenatchee dans l'État de Washington. Quelques scènes sont tournées à Statesboro,.

## Sortie et accueil
Devotion est présenté en avant-première au festival international du film de Toronto 2022. Il devait initialement connaitre une sortie limitée dans quelques salles américaines le 14 octobre 2022, avant une sortie nationale le 28 octobre 2022 dans le reste du pays. Néanmoins, la sortie est repoussée d'un mois au 23 novembre 2022 et dans tout le reste du pays.
Pour le moment, aucune date de sortie n'a été annoncée en France.
Le film est en cours de diffusion en mars en 2023 sur Amazon Prime.